# Roussanka Nowakowska
Roussanka Alexandrova-Nowakowska (ur. 1959) – polska malarka, rzeźbiarka, projektantka monet, pisarka i poetka pochodzenia bułgarskiego, mieszkająca w Polsce.

## Najpiękniejsza moneta świata
W 2011 roku zaprojektowana przez Roussankę Nowakowską kolekcjonerska moneta „Krzysztof Komeda” z serii Historia polskiej muzyki rozrywkowej Narodowego Banku Polskiego została nagrodzona w konkursie Vicenza Numismatica w kategorii „Najpiękniejsza moneta świata”. Wyróżnienie uzasadniono „romantyczną siłą przedstawienia pianisty na monecie”.

## Monety kolekcjonerskie NBP
- Katyń, Miednoje, Charków – 1940, wraz z Ewą Tyc-Karpińską (1995)
- 50. rocznica powstania ONZ, wraz z Ewą Tyc-Karpińską (1995)
- Sum z serii Zwierzęta Świata, wraz z Ewą Tyc-Karpińską (1995)
- Wincenty Witos – 100-lecie zorganizowanego ruchu ludowego, wraz z Ewą Tyc-Karpińską (1995)
- Jeż z serii Zwierzęta Świata, wraz z Ewą Tyc-Karpińską (1996)
- Stanisław Mikołajczyk (1901–1966), wraz z Ewą Tyc-Karpińską (1996)
- Zamek w Pieskowej Skale z serii Zamki i pałace w Polsce, wraz z Ewą Tyc-Karpińską (1997)
- 200-lecie urodzin Pawła Edmunda Strzeleckiego (1797–1873) z serii Polscy podróżnicy i badacze, wraz z Ewą Tyc-Karpińską (1997)
- 50. rocznica przyjęcia przez ONZ Powszechnej Deklaracji Praw Człowieka, wraz z Ewą Tyc-Karpińską (1998)
- 45. rocznica śmierci gen. A.E. Fieldorfa, wraz z Ewą Tyc-Karpińską (1998)
- Wilk z serii Zwierzęta Świata, wraz z Ewą Tyc-Karpińską (1999)
- 150. rocznica śmierci Fryderyka Chopina (1999)
- Dudek z serii Zwierzęta Świata, wraz z Ewą Tyc-Karpińską (2000)
- 1000-lecie Wrocławia (2000)
- Zamek w Malborku z serii Zabytki Kultury Materialnej w Polsce (2002)
- 500-lecie wydania Statutu Łaskiego (2006)
- Aleksander Gierymski z serii Polscy Malarze XIX/XX w. (2006)
- Ignacy Domeyko z serii Polscy Podróżnicy i Badacze (2007)
- Rycerz ciężkozbrojny XV w. z serii Historia Jazdy Polskiej (2007)
- Sokół wędrowny z serii Zwierzęta Świata, wraz z Ewą Tyc-Karpińską (2008)
- Bronisław Piłsudski z serii Polscy Podróżnicy i Badacze (2008)
- 400. rocznica osadnictwa polskiego w Ameryce Północnej (2008)
- 65. rocznica Powstania warszawskiego – poeci warszawscy: Krzysztof Kamil Baczyński i Tadeusz Gajcy (2009)
- Irena Sendlerowa, Zofia Kossak, siostra Matylda Getter z serii Polacy ratujący Żydów (2009)
- Artur Grottger z serii Polscy Malarze XIX/XX w. (2010)
- Krzysztof Komeda z serii Historia polskiej muzyki rozrywkowej (2010)
- Ignacy Jan Paderewski (2011)
- Jeremi Przybora, Jerzy Wasowski z serii Historia polskiej muzyki rozrywkowej (2011)
- Bolesław Prus (2012)
- 150. rocznica Powstania styczniowego (2013)